# Печатка Мадагаскару
Печатка Мадагаскару — один з офіційних символів Мадагаскару. Була затверджена у 1959 році та використовувалася до встановлення соціалістичного режиму Дід'є Рациракі у 1976 році. У 1992 році після падіння його режиму затверджена повторно.
Має форму жовтого диску. В центрі печатки — схематична карта острова (разом з двома дрібними островами), а нижче розташована голова зебу. Кольори — червоний, зелений, жовтий, чорний і білий.
Написи на печатці малагасійською перекладаються як: REPOBLIKANI MADAGASIKARA — Республіка Мадагаскар; TANINDRAZANA — FAHAFAHANA — FANDROSOANA — Батьківщина, Свобода, Розвиток.